# Тепловой аккумулятор
Тепловой аккумулятор — устройство для накопления тепла с целью его дальнейшего использования. Применяется в индивидуальных домах, квартирах и в промышленности (например, для запаса тепловой энергии на ТЭЦ), а также для запуска двигателей.
Теплоаккумулятор позволяет снизить энергозатраты на отопление и горячее водоснабжение, увеличить ресурс работы оборудования и эффективность системы отопления.

## Виды
Существуют тепловые аккумуляторы с твёрдым либо плавящимся теплоаккумулирующим материалом; жидкостные; паровые; термохимические; с электронагревательным элементом.

## Использование в быту
Электрический обогреватель, принцип действия которого заключается в сохранении энергии в ночное время (фаза зарядки), когда электричество стоит дешевле («ночной тариф»), чем днём, и — затем — высвобождении тепловой энергии в течение дня за счёт конвекции воздуха в помещении. Тепло накапливается в материале с высокой теплоёмкостью (обычно используют кладку из высокопрочного кирпича).
Другими теплоаккумулирующими материалами являются твердотельные материалы магнезит, чугун, а также эвтектические смеси солей щелочных металлов и кристаллогидраты неорганических солей.
Кроме того, под тепловым аккумулятором понимают ёмкости для хранения горячей воды, обшитые материалом с высокими теплоизоляционными свойствами. Тепловые аккумуляторы могут подключаться в систему с твердотопливным котлом, в гелиосистему или комбинированную систему.
Тепловые аккумуляторы могут быть суточного, недельного и сезонного цикла. Аккумуляторы суточного типа могут нагреваться от солнца, от электросети в часы льготного тарифа и т. п. Недельные аккумулируют энергию и могут снабжать в холодные дни при пиковой нагрузке, сезонные нагреваются летом и отдают тепло зимой.

## Солнечная энергетика
В солнечном коллекторе-аккумуляторе осуществляется нагрев заполняющего коллектор теплоносителя при отсутствии движения его через коллектор.